# Aleja Wojska Polskiego w Szczecinie
Aleja Wojska Polskiego w Szczecinie (przed 1945 r. niem. Falkenwalder Straße, tj. ulica Tanowska) – jedna z głównych ulic Szczecina (długość 6,9 km) przebiegająca od centrum miasta w kierunku północno-zachodnim. Położona na terenie ośmiu miejskich osiedli: Centrum, Śródmieście-Zachód, Śródmieście-Północ, Łękno, Pogodno, Arkońskie-Niemierzyn, Zawadzkiego-Klonowica i Głębokie-Pilchowo. Stanowi fragment drogi wojewódzkiej nr 115.
Według artykułów prasowych, folderów turystycznych, stron internetowych, a także oficjalnej strony Urzędu Miejskiego w Szczecinie aleja Wojska Polskiego jest najdłuższą ulicą w Szczecinie. Formalnie najdłuższą ulicą w Szczecinie od 2015 stała się ul. Floriana Krygiera o długości ok. 8,5 km, jednak nie ma ona charakteru ulicy miejskiej, gdyż znajduje się na terenie niezabudowanym na terenie tzw. Autostrady Poznańskiej.

## Przebieg
Ulica rozpoczyna swój bieg na placu Zwycięstwa na osiedlu Centrum i biegnie na północny zachód. Dochodzi do placu Zgody, krzyżuje się z ulicą Jagiellońską i dociera do placu Szarych Szeregów. Po jego minięciu krzyżuje się kolejno z ulicami: Adama Mickiewicza i Mieczysława Niedziałkowskiego, Wacława Felczaka, Honorowych Krwiodawców, Królowej Korony Polskiej, Księdza Piotra Skargi, Księdza Piotra Wawrzyniaka i Stanisława i Wandy Miłaszewskich, Maksyma Gorkiego, Heleny Kurcyuszowej, Bogumiły, Bohdana Zaleskiego, obwodnicą śródmiejską (ul. Kazimierza Majdańskiego) i Romualda Traugutta, Ludwika Solskiego i Bolesława Prusa, Marii Skłodowskiej-Curie, Ostrawicką i Wincentego Pola, Unii Lubelskiej i Piotra Michałowskiego, Henryka Rodakowskiego, dochodząc do ronda Olszewskiego. Za nim krzyżuje się jeszcze z ulicą Franciszka Jarzyńskiego, kończąc swój bieg na skrzyżowaniu z ulicą Miodową. Jej przedłużeniem w kierunku granicy miasta jest ulica Emila Zegadłowicza.

## Historia

### Przed rokiem 1945

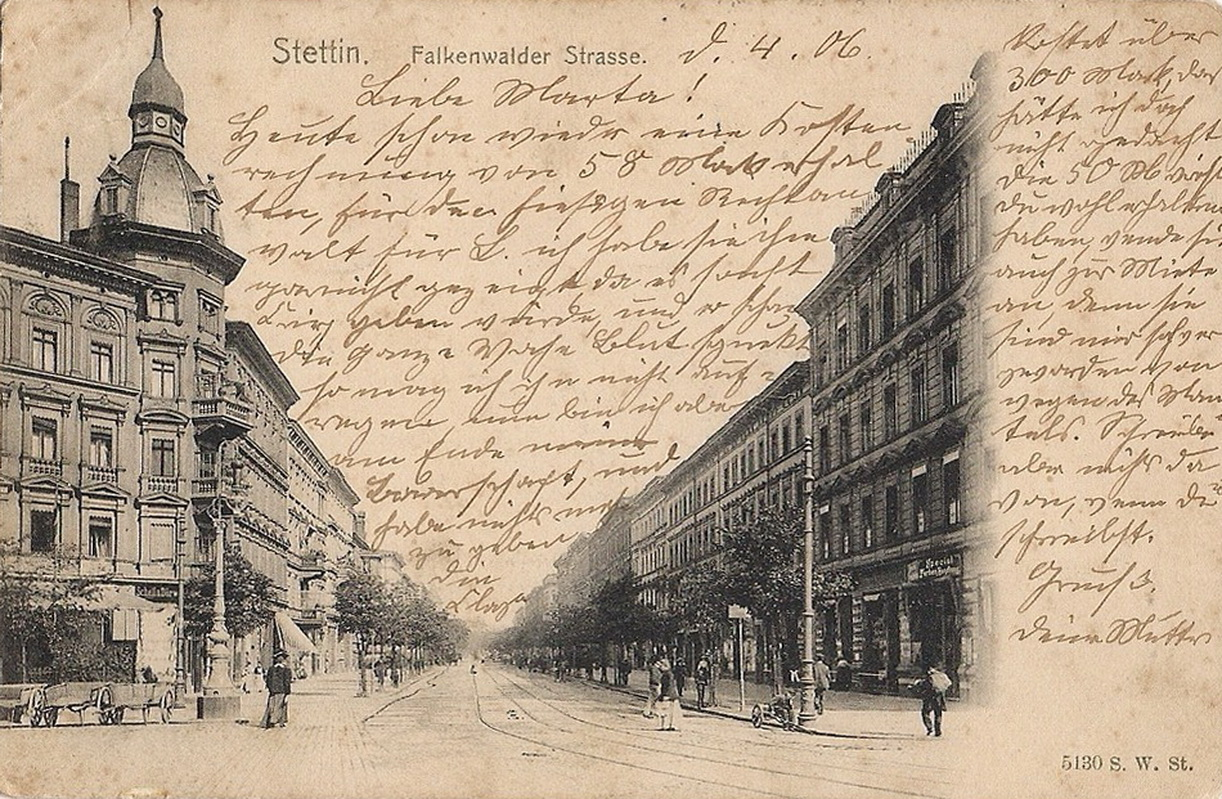
Falkenwalder Straße, 1903 r.

Dzisiejsza aleja Wojska Polskiego była pierwotnie traktem wiodącym od Bramy Portowej do miejscowości położonych na północny zachód od Szczecina. W 1858 r. przy skrzyżowaniu z ulicą Unii Lubelskiej (Am Deutschen Berg) zbudowano zespół budynków fabryki Stoewera. W latach 70. XIX wieku przy odcinku alei między skrzyżowaniem z ulicą Piotra Skargi (Roonstraße) a placem Szarych Szeregów (Arndtplatz) wzniesiono wille osiedla Westend. W 1879 r. przy skrzyżowaniu z ulicą Piotra Skargi powstał kompleks budynków zajezdni tramwaju konnego. Z zajezdni tej 23 sierpnia 1879 r. wyjechały na trasę wiodącą od alei Wojska Polskiego do ulicy Stanisława Staszica (Grenzstraße) pierwsze tramwaje konne. W latach 90. XIX wieku linię tramwajową zelektryfikowano, a północną część alei zabudowano częściowo willami należącymi do osiedla Neu Westend. W tym samym czasie zagospodarowano parcele po obu stronach alei na odcinku od placu Szarych Szeregów do placu Zgody (Bismarckplatz) poprzez wzniesienie na nich wielokondygnacyjnych kamienic. Kolejne inwestycje budowlane przy alei przeprowadzono po zakończeniu I wojny światowej, kiedy to powstały spółdzielcze bloki mieszkalne na północ od ulicy Piotra Skargi. W 1925 r. przy alei utworzono tor kolarski (współcześnie pod nazwą Tor Kolarski im. Zbysława Zająca). W 1938 r. zamknięto starą zajezdnię tramwajową przy skrzyżowaniu z ulicą Piotra Skargi i otwarto nową zajezdnię Straßenbahnhof West (współcześnie Zajezdnia Pogodno) pod numerem 200.

### Lata 1945–1973
W wyniku bombardowań Szczecina w czasie II wojny światowej zniszczeniu uległa część zabudowy w obrębie placu Zgody. W 1959 r. na działce przy skrzyżowaniu z ulicą Małkowskiego zbudowano budynek dla Kina Kosmos zgodnie z projektem Andrzeja Korzeniowskiego. W 1962 r. jeden z narożników z ulicą Jagiellońską wypełniono blokiem według projektu Janusza  Karwowskiego. W 1963 r. ogłoszono konkurs na zagospodarowanie parcel powstałych po usunięciu gruzów zniszczonych kamienic. Konkurs rozstrzygnięto na korzyść szczecińskich architektów Wacława Furmańczyka i Witolda Jarzynki, którzy zaprojektowali cztery jednakowe, 10-piętrowe bloki mieszkalne. Dwa z nich stanęły w pobliżu skrzyżowania z ulicą Edmunda Bałuki, trzeci przy skrzyżowaniu z ulicą Bohaterów Getta Warszawskiego, a czwarty w pierzei między placem Zgody a ulicą Jagiellońską.

### Lata 1973–2015

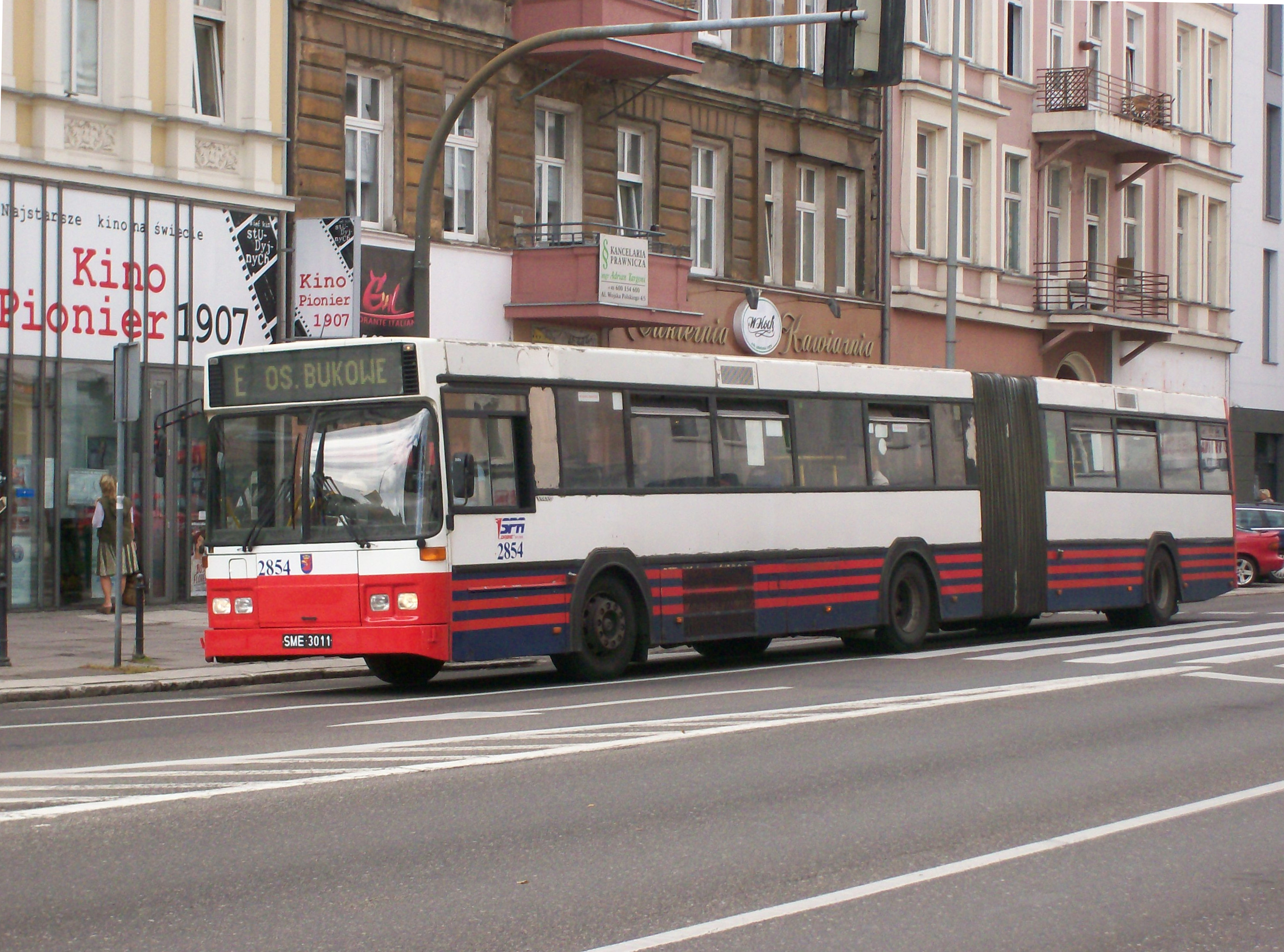
Autobus linii E na alei Wojska Polskiego przed Kinem Pionier 1909, 2016

1 grudnia 1973 r. decyzją prezydenta Jana Stopyry z odcinka alei między placem Szarych Szeregów a placem Zwycięstwa wycofano ruch tramwajowy. Rok później odcinek ten poddano modernizacji polegającej na remoncie chodników i jezdni, montażu sygnalizacji świetlnej, ustawieniu elementów małej architektury, nasadzeniu drzew i odnowieniu fasad budynków. Na skrzyżowaniu z ulicą Piotra Ściegiennego i Królowej Jadwigi stanęła fontanna w formie ścianki wyłożonej mozaiką, nazywana potocznie „Ścianą Płaczu”. Od początku lat 80. XX wieku do 1994 r. wykonano także remont alei wraz z torowiskiem tramwajowym na odcinku od placu Szarych Szeregów do ulicy Bogumiły i dalej w kierunku Jeziora Głębokiego. W 1994 r. zajezdnię przy skrzyżowaniu z ulicą Piotra Skargi odcięto od linii tramwajowej biegnącej aleją Wojska Polskiego.
W latach 90. XX wieku wolne parcele między placem Zwycięstwa a placem Zgody wypełniono zabudową plombową. 25 listopada 2001 r. rozebrano „Ścianę Płaczu” i zastąpiono ją miedzianą fontanną w formie dzbana wylewającego wodę, która po niespełna trzech latach została zdewastowana i ostatecznie zdemontowana.

### Po roku 2015
W lipcu i sierpniu 2015 r. Szczecińskie Towarzystwo Socjologiczne i Centrum Rozwoju Społeczno-Gospodarczego przeprowadziły konsultacje społeczne dotyczące przyszłego wyglądu odcinka alei Wojska Polskiego między placem Szarych Szeregów a placem Zwycięstwa. W konsultacjach społecznych mieszkańcy odrzucili możliwość odtworzenia torowiska tramwajowego lub przemiany alei w deptak. W styczniu 2017 r. miasto przeprowadziło drugie konsultacje społeczne, w których członkowie rad osiedli oraz mieszkańcy mieli możliwość wyboru jednej z czterech koncepcji przebudowy alei:
- Wariant I: dwie jezdnie po jednym pasie ruchu rozdzielone pasem zieleni z miejscami parkingowymi, wprowadzenie strefy z ograniczeniem prędkości do 30 km/h;
- Wariant II: dwie jezdnie po dwa pasy ruchu, przy czym pasy środkowe współdzielone z torowiskiem tramwajowym, ograniczenie ruchu samochodów osobowych, dopuszczenie wjazdu na aleję jedynie taksówek, samochodów mieszkańców i autobusów,
- Wariant III: utrzymanie dotychczasowego rozwiązania, tj. dwóch jezdni po dwa pasy ruchu, ograniczenie miejsc parkingowych poprzez wprowadzenie zieleni,
- Wariant IV: powrót do modelu ruchu sprzed 1973 r., tj. dwie jezdnie po dwa pasy ruchu, torowisko tramwajowe na dwóch środkowych pasach, ograniczenie miejsc parkingowych poprzez wprowadzenie zieleni.

Ostatecznie zwyciężył wariant I. W odpowiedzi na rezygnację z odbudowy linii tramwajowej, Stowarzyszenie Estetycznego i Nowoczesnego Szczecina zażądało od miasta ponownego przeprowadzenia konsultacji społecznych. W maju 2017 r. środowisko złożone z aktywistów miejskich rozpoczęło zbieranie podpisów pod obywatelskim projektem uchwały w sprawie przywrócenia ruchu tramwajowego na alei Wojska Polskiego. Głos za przywróceniem linii tramwajowej oddały 1554 osoby, po czym uchwałę poddano pod głosowanie na sesji rady miasta. Ostatecznie przy 9 głosach za, 9 przeciw i 2 wstrzymujących się uchwała nie została przyjęta.

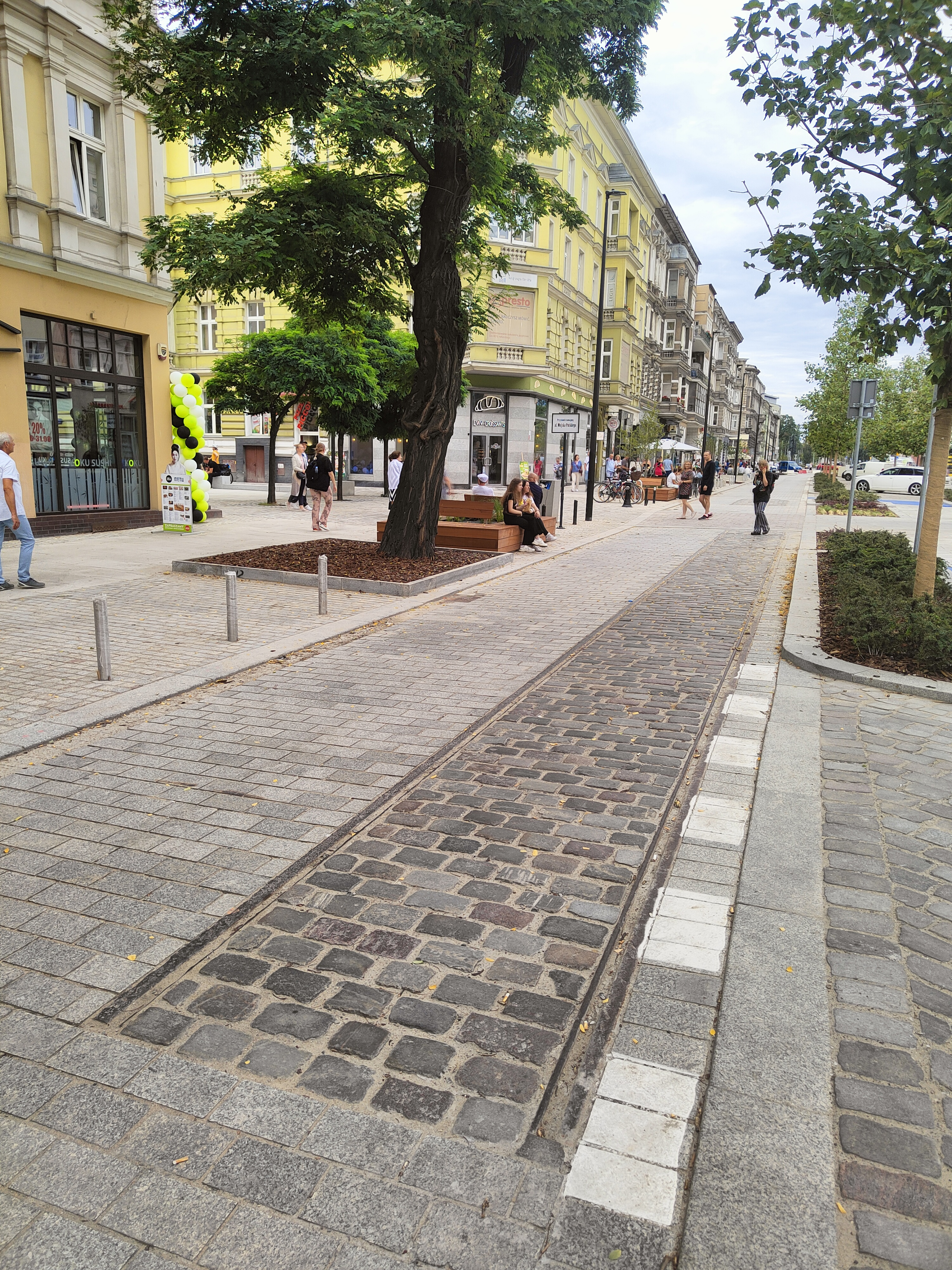
Zachowany fragment torowiska tramwajowego

W czerwcu 2017 r. miasto we współpracy ze Stowarzyszeniem Architektów Polskich ogłosiło konkurs na opracowanie projektu przebudowy alei Wojska Polskiego od placu Zwycięstwa do placu Szarych Szeregów. W konkursie zwyciężył projekt przygotowany przez pracownię Archaid. Pod koniec 2020 r. miasto ogłosiło przetarg na przeprowadzenie remontu rzeczonego odcinka alei zgodnie ze zwycięskim projektem. Przetarg rozstrzygnięto w marcu 2021 r. na korzyść firmy MTM S. A. Wybrany wykonawca zobowiązany jest do przeprowadzenia prac modernizacyjnych w terminie do 24 miesięcy od podpisania umowy na realizację każdego z dwóch etapów inwestycji.
Od 2017 roku do końca procesu przebudowy w 2024 roku przy śródmiejskim odcinku al. Wojska Polskiego prowadzono inicjatywy społeczne i kulturalne. Szczególną rolę pełnił ŚRODEK Śródmiejski Punkt Sąsiedzki, zlokalizowany przy jednej z odnóg alei, tj. ul. bł. Królowej Jadwigi 43 i prowadzony przez Stowarzyszenie Edukacyjno-Artystyczne "Oswajanie sztuki" (obecnie "Oswajanie miasta"). W ramach działalności ŚRODEK zapraszał na spotkania, spacery, pokazy filmowe i koncerty w podwórkach, a zespół tego miejsca organizował też wydarzenia jak Święto Śródmieścia, Rajskie Dni na Rayskiego oraz konkurs dla sąsiadów pn. Złota wspólnota. Obecnie ŚRODEK przeniósł się na ul. Bałuki 17, gdzie działa jako punkt sąsiedzki "u Krysi". 
W ramach modernizacji zerwano stare płyty chodnikowe i nawierzchnię asfaltową, ułożono nowe chodniki z płyt granitowych i wybrukowano jezdnie, zamontowano nowe oświetlenie i elementy małej architektury. W pasie między jezdniami nasadzono platany a w sąsiedztwie placu Zgody dodatkowo założono rabaty z krzewami. Na pamiątkę zlikwidowanej w 1973 r. linii tramwajowej w nową jezdnię wbudowano odkryty w czasie remontu fragment torowiska wraz z oryginalną nawierzchnią. Większość prac remontowych zakończono w sierpniu 2023 r., pozostałe prace mają zakończyć się w połowie 2024 r.. Uroczyste otwarcie odnowionego fragmentu alei dla ruchu pieszego nastąpiło w dniach 26-27 sierpnia 2023 r., kiedy zorganizowano festyn pod nazwą „Słynne Marki Słynna Aleja”. 28 sierpnia przywrócono ruch kołowy. 
Aleja Wojska Polskiego to pierwsza szczecińska ulica, której wyremontowanym odcinkiem zarządza specjalnie powołany społeczny menadżer. 

## Ważniejsze obiekty
| Numer | Nazwa                                     | Zdjęcie | Lata budowy | Obiekt zabytkowy | Opis |
| ----- | ----------------------------------------- | ------- | ----------- | ---------------- | --- |
|       | Rzeźba „Labirynt”                         |         | 1997        | nie              | Fontanna z kształtek klinkierowych zaprojektowana przez Ryszarda Wilka i zbudowana z funduszy Urzędu Miasta Szczecin i Pomorskiego Banku Kredytowego. Obecnie w stanie ruiny.                                                 |
| 2     | Kino Pionier 1907                         |         | 1907        | tak              | Jedno z najstarszych nieprzerwanie działających kin na świecie. Założycielem kina był Otto Blauert, rok później przejął je Albert Pietzke. Początkowo funkcjonowało jako Welt-Theater, później, do 1945, nosiło nazwę Helios. |
| 8     | Kino „Kosmos”                             |         | 1959        | tak              | Budynek kina wzniesiony w 1959 r. według projektu Andrzeja Korzeniowskiego. Kino zostało zamknięte w 2003 r. |
| 63    |                                           |         |             | nie              | Kamienica, w której mieszkał w latach 1891–1935 Wilhelm Meyer-Schwartau. |
| 64    | Willa Heinricha Stoltinga                 |         | 187x        | tak              | Zabytkowa willa wzniesiona po 1870 roku dla Heinricha Stoltinga. Współcześnie siedziba Szczecińskiej Agencji Artystycznej. |
| 65    |                                           |         | 1882        | tak              | Willa zbudowana w 1882 r. |
| 66    | Willa Quodbacha                           |         | 1882        | tak              | Willa zaprojektowana w 1876 roku przez C.J. Deckera dla przedsiębiorcy Quodbacha. Współcześnie siedziba m.in. Stowarzyszenia Współpracy Polska-Wschód.                                                                        |
| 70    | Willa Augusta Horna                       |         | 1871–1872   | tak              | Willa zbudowana dla Augusta Horna, przedsiębiorcy. Jest to jeden z trzech drewnianych domów mieszkalnych zachowanych na terenie szczecińskiego Śródmieścia.                                                                   |
| 72    | Willa Simona                              |         | 1910–1911   | tak              | Willa wzniesiona w latach 1910–1911 dla kupca o nazwisku Simon. Współcześnie siedziba przychodni lekarskiej. |
| 73    |                                           |         |             | tak              | Willa będąca wieloletnią siedzibą Polskiego Radia Szczecin. |
| 76    | Willa Fritza Hoerdera                     |         | 1896–1897   | tak              | Willa została wybudowana w latach 1896–1897 według projektu Nulina Widmana dla Fritza Hoerdera, przedsiębiorcy. Współcześnie siedziba Katolickiego Liceum Ogólnokształcącego.                                                 |
| 84    | Willa Augusta Lentza                      |         | 1888–1889   | tak              | Wzniesiona w latach 1888–1889 w stylu eklektycznym według projektu Maxa Drechslera dla Augusta Lentza, dyrektora Szczecińskiej Fabryki Wyrobów Szamotowych.                                                                   |
| 92    | Willa Quistorpów                          |         | 1871–1872   | tak              | Neorenensansowa willa zbudowana w latach 1871–1872 dla Johannesa Quistorpa. Od 1950 r. siedziba Wojewódzkiej Stacji Pogotowia Ratunkowego.                                                                                    |
| 97    | Willa Carla Gerloffa                      |         | 1871–1872   | tak              | Neorenesansowa willa wzniesiona w latach 1871–1872 dla mistrza ciesielskiego Carla Gerloffa. Współcześnie siedziba przychodni lekarskiej.                                                                                     |
| 115   | Willa Georga Grawitza                     |         | 1897–1898   | tak              | Eklektyczna willa zbudowana w latach 1897–1898 dla radcy miejskiego Georga Grawitza. Siedziba Państwowej Szkoły Muzycznej I Stopnia im. Tadeusza Szeligowskiego.                                                              |
| 186   | Fabryka Mechanizmów Samochodowych „Polmo” |         | 1899        | nie              | Fabryka powstała w Szczecinie w 1946 r. na terenie byłych niemieckich zakładów Stoewer Werke AG. Współcześnie budynek biurowy jest własnością dewelopera Modehpolmo.                                                          |
| 200   | Zajezdnia tramwajowa Pogodno              |         | 1938        | nie              | Zajezdnia tramwajowa zlokalizowana na osiedlu Zawadzkiego-Klonowica, w dzielnicy Zachód. Została otwarta 22 września 1938 roku.                                                                                               |
| 211   | Willa Ottona Lindnera                     |         | 1925        | tak              | Modernistyczna willa wzniesiona w 1925 r. dla kupca Ottona Lindnera. W latach 1956–1964 siedziba Konsulatu Finlandii. Współcześnie mieści Przedszkole Publiczne nr 2.                                                         |
| 246   | Tor Kolarski im. Zbysława Zająca          |         | 1925        | nie              | |

## Komunikacja miejska

### Współcześnie

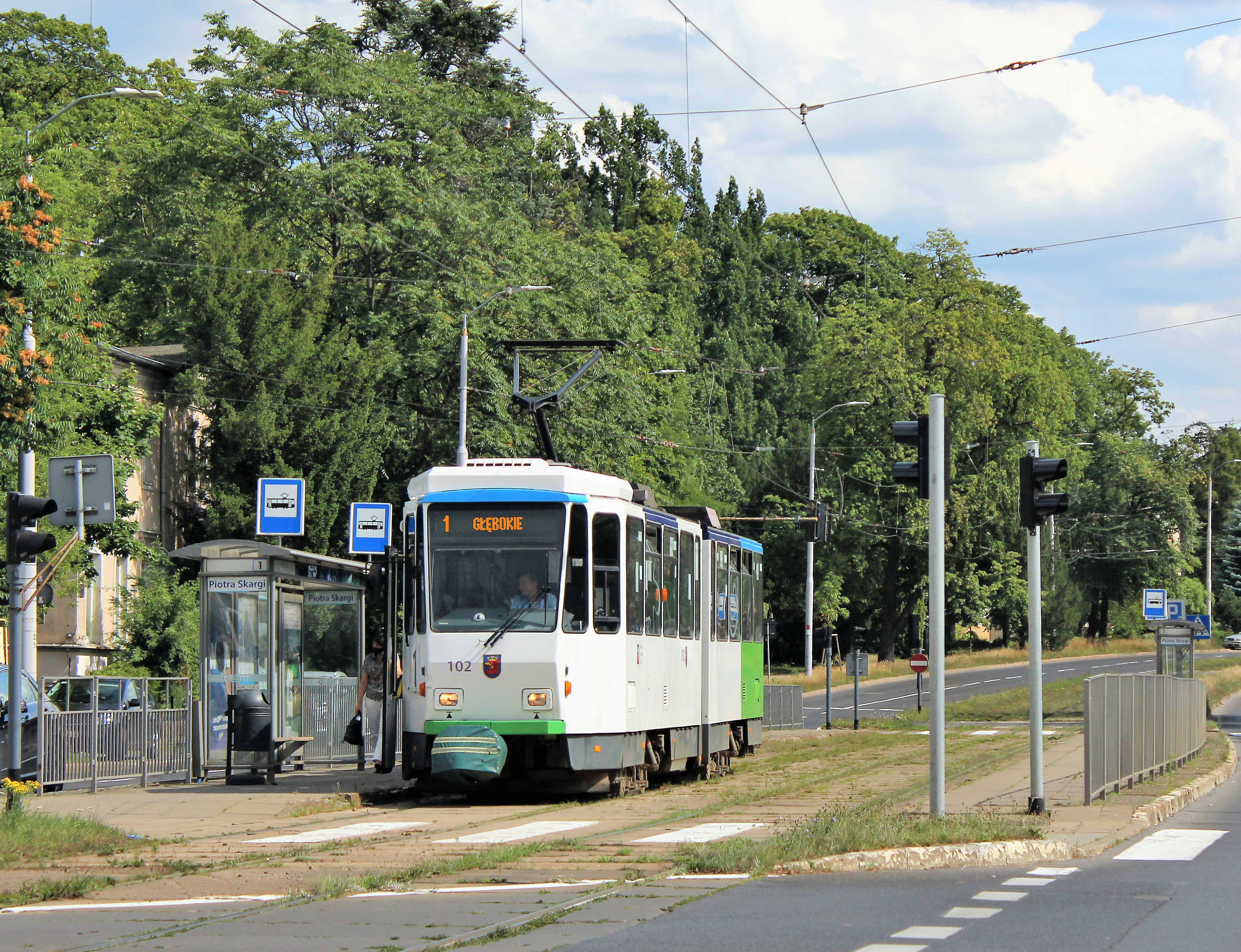
Tramwaj Tatra KT4DtM na linii nr 1 na przystanku Piotra Skargi

Według stanu z 6 lutego 2025 r. aleją Wojska Polskiego w stałej organizacji ruchu kursowały następujące linie komunikacji miejskiej:
- linie tramwajowe:
  -  1,  9[66]

- linie autobusowe:
  - dzienne zwykłe: 53, 60, 67, 70, 86, 87, 90[66]
  - nocne: 529, 531[66]

### Dawniej
- linie tramwajowe:

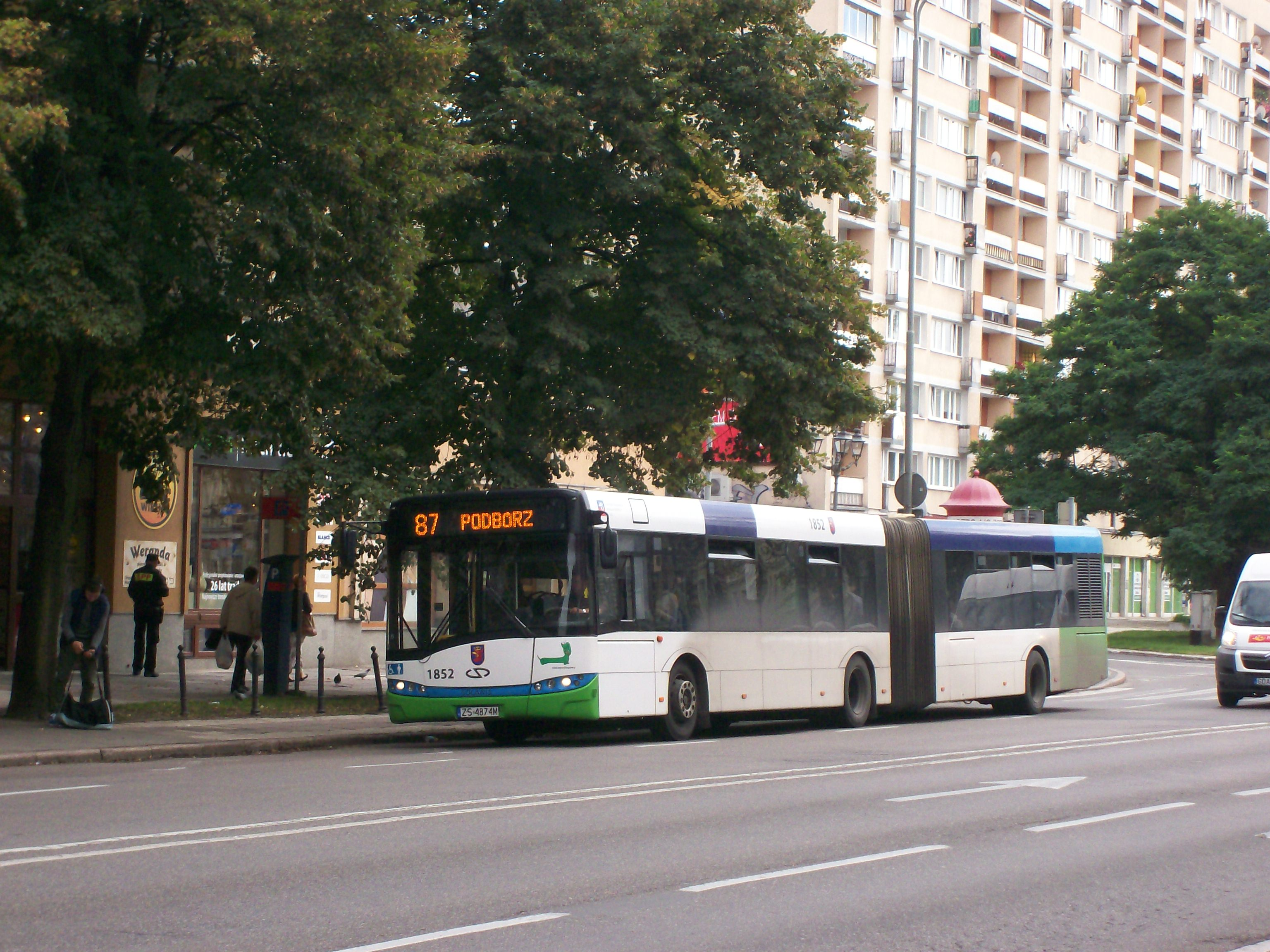
Autobus Solaris Urbino 18 na linii nr 87 w pobliżu placu Zgody

  - dzienne zwykłe: 5 (od 1905 r. do 1945 r. oraz od 1948 r. do 1973 r.), 7 (od 1934 r. do 1945 r. oraz od 1945 r. do 1973 r.), 10 (od 1967 r. do 1973 r.), 12 (od 1985 r. do 1988 r.)[15]
  - nocne: 1N (od 1960 r. do 1996 r.), 5N (od 1960 r. do 1973 r.), 7N (od 1969 r. do 1973 r.), 9N (od 1969 r. do 1996 r.)[15]

## Numeracja
- Zawadzkiego-Klonowica: 184–202 parzyste, 235 – 248
- Centrum: 1–63 nieparzyste
- Łękno: 105–121 nieparzyste, 122–142, 143–171 nieparzyste, 185
- Pogodno: 150–182 parzyste, 189–231c nieparzyste
- Arkońskie-Niemierzyn: 187
- Śródmieście-Zachód: 2–62 nieparzyste
- Głębokie-Pilchowo: 245–254
- Śródmieście-Północ: 64–106[2]

## Galeria

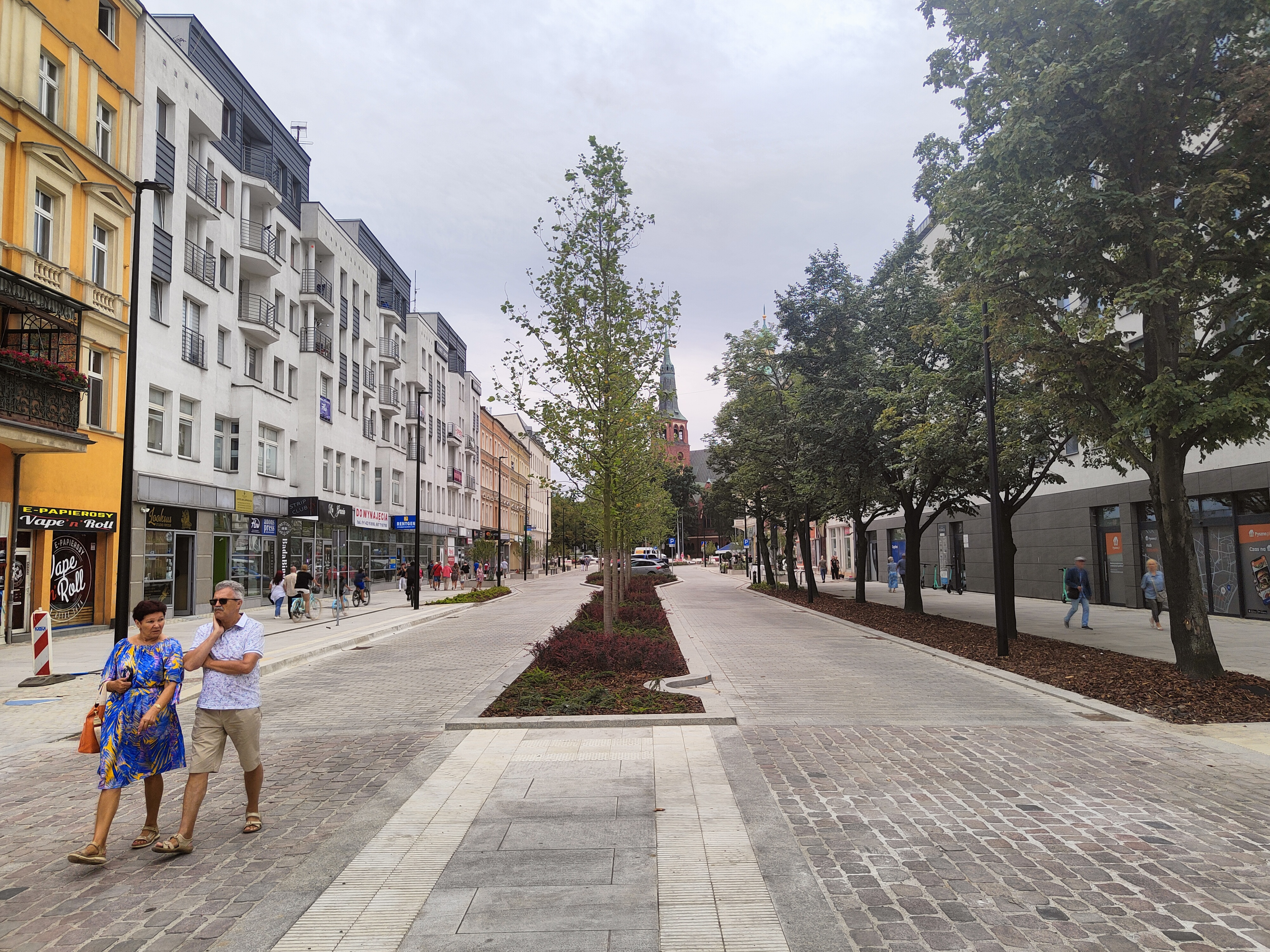
Odcinek między Małkowskiego a placem Zwycięstwa
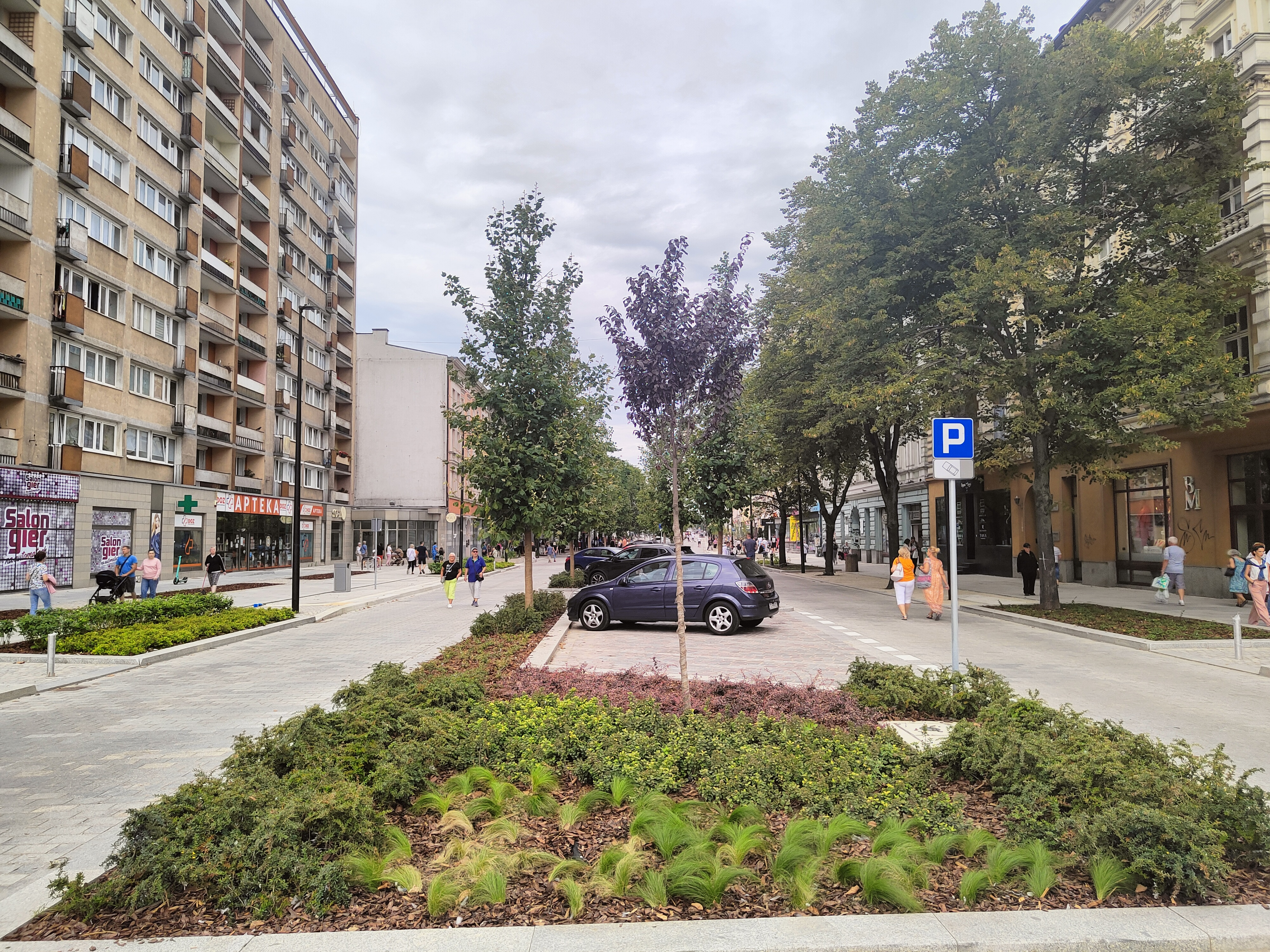
Odcinek między placem Zgody a Jagiellońską
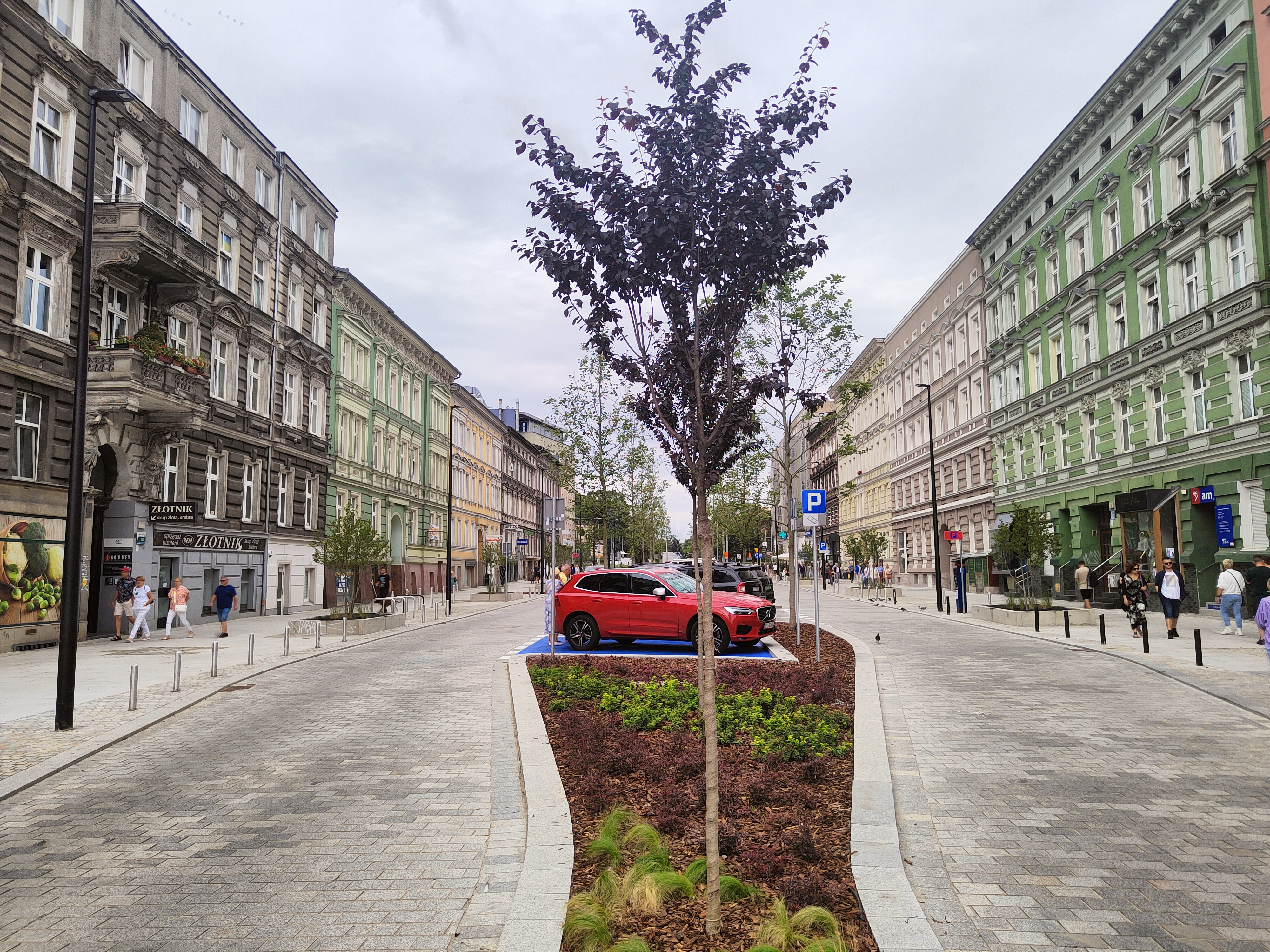
Odcinek między placem Szarych Szeregów a Jagiellońską
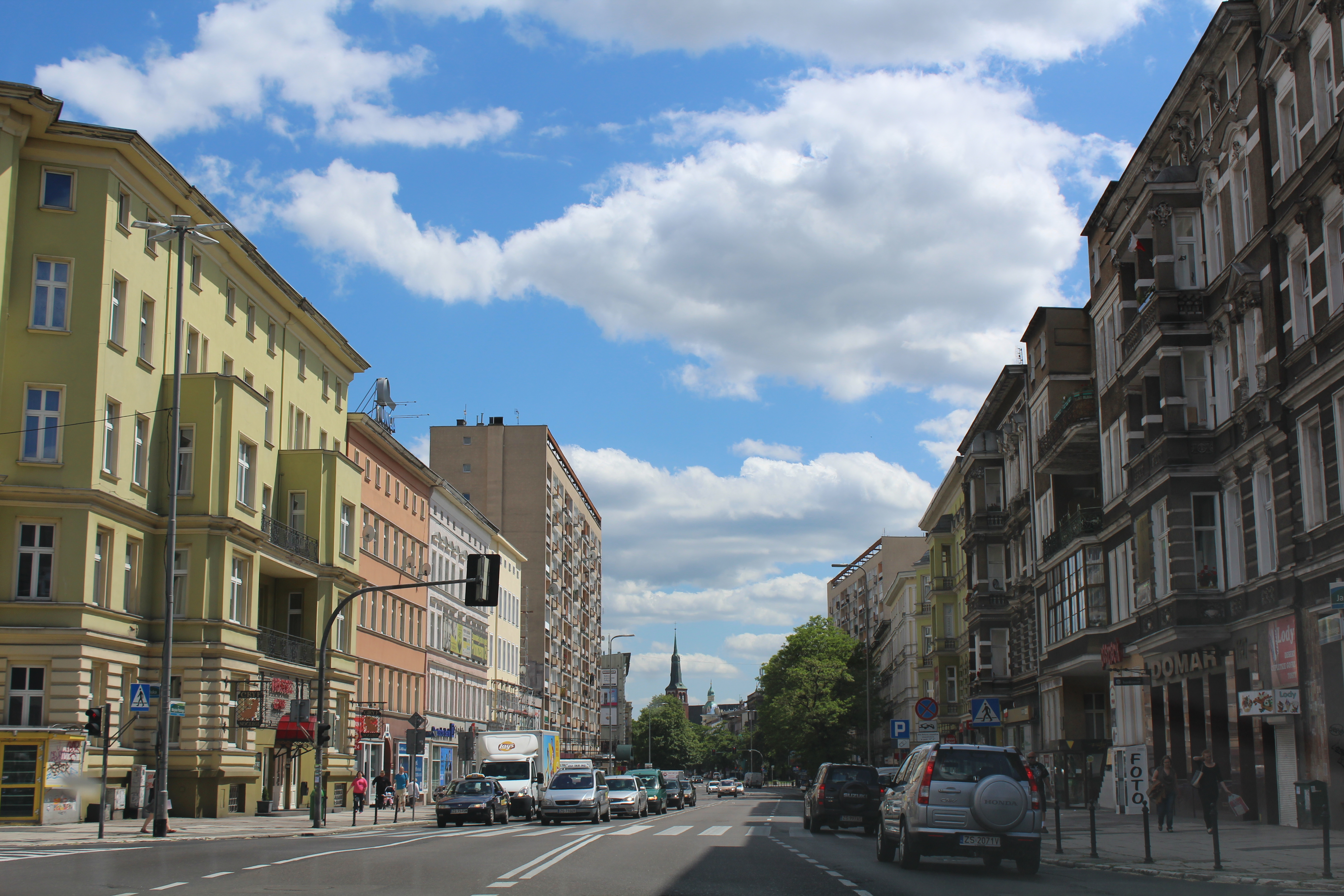
Fragment alei w 2015 r.
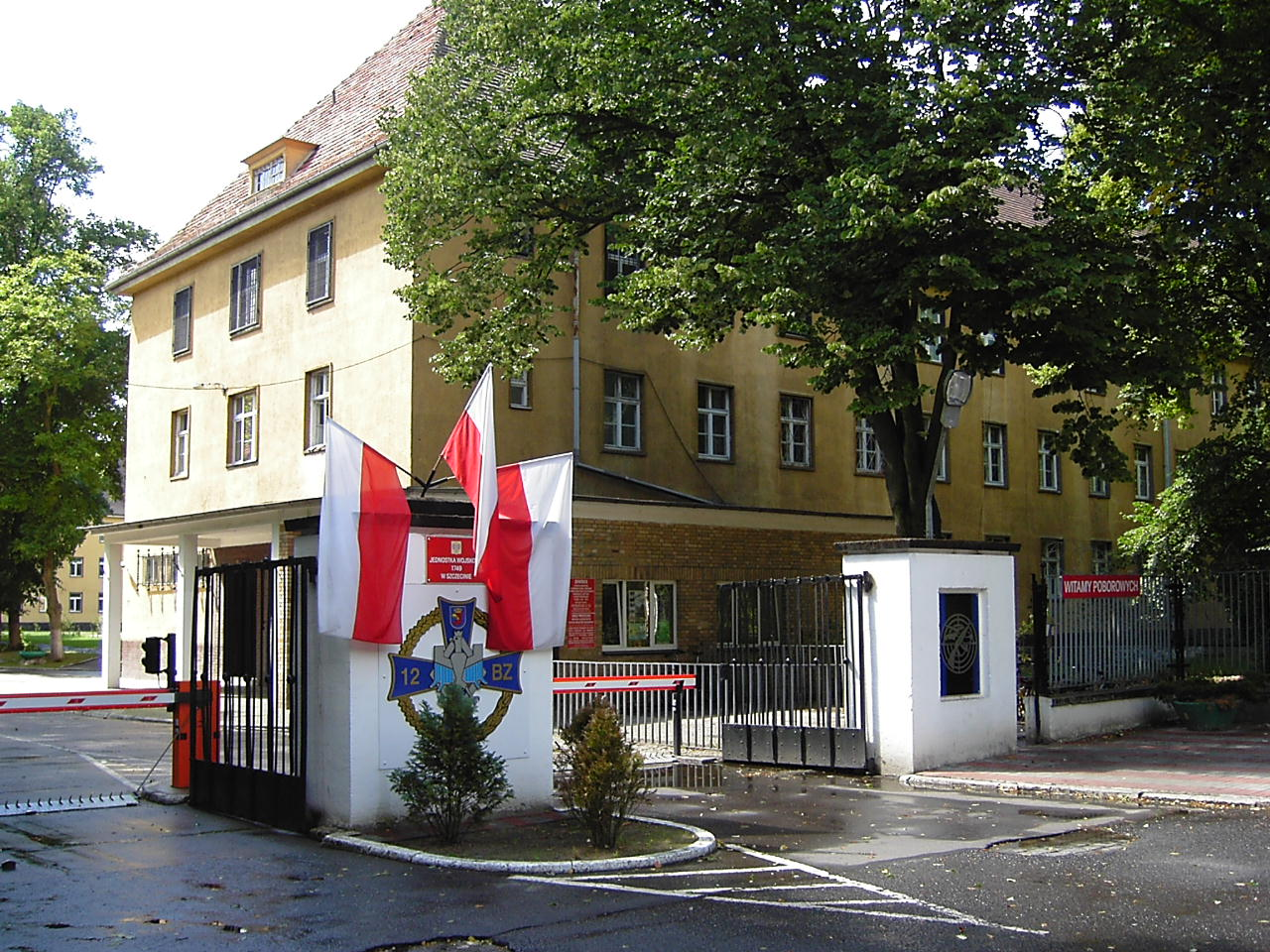
Koszary 12 Brygady Zmechanizowanej